# 今、君に言っておこう
「今、君に言っておこう」（いま、きみにいっておこう）は、藤井フミヤ30枚目のシングル。2010年9月22日にソニー・ミュージックアソシエイテッドレコーズからリリースされた。

## 概要
前作「君になる」から3年半振りのシングルで通算30枚目。表題曲「今、君に言っておこう」は、映画「おにいちゃんのハナビ」主題歌。DVD付の初回生産限定盤と通常盤の2形態で発売。初回生産限定盤は「今、君に言っておこう」Music Video DVDが付属している。

## 収録曲
1. 今、君に言っておこう（5:38）
作詞・作曲： 藤井フミヤ、編曲： 有賀啓雄　Supervisor：小田和正
2. ひとみ
作詞 ・作曲： 藤井フミヤ
3. 今、君に言っておこう（Acoustic Version）
作詞 ・作曲： 藤井フミヤ